# Silas Kiplagat
Silas Kiplagat (* 20. srpna 1989) je keňský atlet, běžec, který se věnuje středním tratím.
V roce 2010 zvítězil na trati 1500 m na Hrách Commonwealthu. V roce 2011 získal stříbro na stejné trati na MS v atletice v Tegu.